# Symbion
Symbion (do grego Syn, juntos + bios, vida) é um gênero de animais muito peculiares, sem relações de parentesco óbvias com outros grupo do reino. Foi descoberto em 1995, por Reinhardt Kristensen e Peter Funch, habitando em peças bucais de uma lagosta  (Nephrops norvegicus). Desde então outras duas espécies foram descobertas, um ainda não nomeada. Estes animais pertencem a um filo próprio o Cycliophora. Desenvolvem relações de comensalismo (uma forma de simbiose: daí o nome do gênero) com várias espécies de lagosta.
O nome do filo Cycliophora é derivado de raízes gregas que significam rolamento de roda, referindo-se ao anel da boca circular. O nome do gênero Symbion é derivado de raízes gregas que significam viver juntos, referindo-se à íntima associação deste animal com o seu anfitrião lagosta. O epíteto específico "pandora" é uma referência à fase de alimentação, que contem um botão interior e uma larva de pandora com um interior em miniatura alimentação palco, lembrando os autores da caixa de pandora da mitologia grega.

## Características
Os ciclióforos são aparentemente acelomados. O corpo é dividido em um funil bucal anterior, um tronco oval e um disco adesivo posterior, pelo qual o animal se fixa às cerdas de seu hospedeiro. O adultos que se alimentam possuem cerca de 350 μm de comprimento. Os machos anões (em torno de 85 μm de comprimento) não possuem trato digestivo e funil bucal; o corpo é largamente preenchido com mesênquima e pacotes de espermatozóides em desenvolvimento. Eles vivem fixados ao corpo de adultos que se alimentam.
A circulação e a troca de gases são provavelmente realizadas por difusão simples. Um par de protonefrídios bulbo-flama está presente em um dos estágios larvais, mas ainda não foi identificado em adultos. Um gânglio cerebral situa-se dorsal ao esôfago, mas nenhum outro elemento do sistema nervoso foi ainda identificado.

## Reprodução
Symbion pode se reproduzir assexualmente por brotamento ou sexualmente. Na reprodução sexual o macho fixa-se numa área de alimentação e fertiliza a fêmea. A fêmea então se separa do local que estão e fixa-se em outro hospedeiro, para o desenvolvimento da larva no seu interior. A fêmea então morre e libera a larva.

## Classificação
O primeiro espécime foi descoberto em 1995 por Reinhardt Kristensen e Peter Funch no aparato bucal de uma lagosta (Nephrops norvegicus), que nomearam a espécie como Symbion pandora. Outras espécies relatadas foram descoberta na lagosta americana Homarus americanus (Symbion americanus), e na lagosta européia Homarus gammarus (ainda não nomeada). O gênero Symbion recebeu esse nome devido a relação de comensalismo que a espécie mantém com a lagosta (simbiose).
O Symbion compreende animais microscópicos peculiares, sem nenhuma relação óbvia com outros grupos, e assim foi colocado num filo próprio, chamado Cycliophora. A posição filogenética do gênero permanece incerta, originalmente os filos Ectoprocta e Entoprocta foram considerados possíveis aparentados do gênero, baseado nas similaridades estruturais. Entretanto, estudos genéticos sugerem que o Symbion pode ser mais relatado ao filo Gnathifera.

### Espécies
- Symbion americanus Obst, Funch & Kristensen, 2005
- Symbion pandora Funch & Kristensen, 1995
- Symbion sp. indet.